# Île du Martin Pêcheur
L'Île du Martin Pêcheur est une île fluviale française de la Marne située sur le territoire communal de Champigny-sur-Marne (Val-de-Marne).
L'île était, jusqu'en 2022, une propriété privée. Elle comportait notamment une guinguette. Elle est désormais la propriété de la commune qui compte maintenir son caractère naturel. Elle héberge en effet des cormorans, des oies et des cygnes.